# De Dion-Bouton Type JP
Der De Dion-Bouton Type JP ist ein Pkw-Modell aus der Zeit zwischen den beiden Weltkriegen. Hersteller war De Dion-Bouton aus Frankreich.

## Beschreibung
Das Modell erhielt 1925 seine Zulassung von der nationalen Behörde. Es wurde im Modelljahr 1926 in Frankreich und von 1926 bis 1927 im Vereinigten Königreich angeboten. Der Typ stellte das Einstiegsmodell von De Dion-Bouton dar und hatte den kleinsten Motor aller Modelle nach 1918.
Der Vierzylindermotor hat SV-Ventilsteuerung, 62 mm Bohrung, 110 mm Hub und 1328 cm³ Hubraum. Er war damals in Frankreich mit 8 Cheval fiscal (Steuer-PS) eingestuft. Die Motorleistung ist mit 20 BHP angegeben, was etwa 20 PS sind. Wie so viele Fahrzeuge aus dieser Zeit hat es ein festes Fahrgestell, Frontmotor, Kardanantrieb und Hinterradantrieb. Das Getriebe hat vier Gänge.
Der Radstand beträgt 2800 mm und die Spurweite 1200 mm. Die Höchstgeschwindigkeit ist mit etwa 72 km/h angegeben.
Bekannt sind Aufbauten als Tourenwagen, Limousine, Coupé und Cabriolet.
Es gab keinen Nachfolger.